# Бриганты
Бриганты (Brigantes) — кельтское племя на территории Британии, которое в предримские времена управляло наибольшей частью Северной Британии и значительной частью Мидлендса. Их королевство иногда называют Бригантией, позже оно стало известно как Йоркшир. Бриганты были единственным кельтским племенем, которые расселились и в Британии, и в Ирландии; в последней они могли обитать вокруг Уэксфорда, Килкенни и Уотерфорда.
В Британии территория, на которой обитали бриганты, граничила с другими кельтскими племенами: карветии (с которыми они, возможно, были связаны) на северо-западе, паризии на востоке, кориелтаувы и корновии на юге.

## Правители
- Абалак ап Хели (80 г. до н. э. -?) сын верховного короля Хели Великого
- Эуделен ап Абалак
- Эудос ап Эуделен
- Эбийд ап Эудос
- Эдерн ап Эбийд
- Эдиган ап Эдерн
- Родри ап Эдиган
- Луметел ап Родри
- Грат ап Луметел
- Орбан ап Грат
- Телпуйл ап Орбан
- Текант ап Телпуйл (IV век)
- Тегван Глофф (Тегван ап Текант) (IV век)
- Койл ап Тегван

## В культуре
В фильме «Орёл Девятого легиона» раб Эска был сыном погибшего в бою с римлянами вождя племени бригантов.

## Этимология
Название бриганты (Βρίγαντες) является родственным имени богини Бригантии, название от корня, означающего «высоко, поднято», и неясно, назвали ли поселения по имени Brigantium как «высокие» в метафорическом смысле благородства, или буквально как «горцы», имея в виду жителей физически поднятых укреплений.